# アオメエソ
アオメエソ（青目鱛） Chlorophthalmus albatrossis  は、ヒメ目アオメエソ科の海水魚。
同科のマルアオメエソと同じく、目が青色に光っていることからメヒカリ（目光）という通称が関東を中心に知られている。また、静岡県沼津市においては漁師言葉でアオメエソを示すトロボッチという通称を持つ。
日本では神奈川県相模湾沖から宮崎県沖の水深200 - 600メートルの海域に生息しており、静岡県の沼津沖産などが知られる。
食味としては身の柔らかさと脂の強さが特徴で、味の良さと流通量の少なさから、かつては高級魚に含まれることもあった。新鮮なものは刺身で食され、他に主な調理方法としては天ぷら、唐揚げが親しまれている。また、干物にすれば旨味が増す。

## マルアオメエソとの区別
一般的には、メヒカリとして両者はほとんど区別されていない。外見上の違いとして、アオメエソは頭長が長く、眼径が大きい特徴を有する。